# Waldeyerov limfni prsten
Waldeyerova limfni prsten (lat. annulus lymphaticus Waldeyer) je naziv za prsten kojeg čini limfno tkivo (tonzile tj. krajnici) u ždrijelu i usnoj šupljini.
Prsten nosi naziv po njemačkom anatomu Heinrich Wilhelm Gottfried von Waldeyer-Hartz.
Prsten sačinjavaju sljedeće nakupina limfnog tkiva:
- ždrijelna tonzila (lat. tonsilla pharyngea)
- dvije tubarne tonzile (lat. tonsilla tubaria)
- dvije nepčane tonzile (lat. tonsilla palatina)
- jezična tonzila (lat. tonsilla lingualis)